# Турпан білокрилий
Турпа́н білокрилий (Melanitta fusca) — водоплавний птах, що гніздиться на крайній півночі Європи та Азії на захід від Єнісею. Невелика ізольована популяція цього виду є в східній частині Туреччини. В Україні рідкісний під час сезонних міграцій та на зимівлі. Східносибірський, або американський, вид Melanitta deglandi часто також вважають конспецифічним із турпаном білокрилим і розглядають як його підвид (M. f. deglandi).

## Опис
Маса тіла 0,8—2,0 кг, довжина тіла 51—58 см, розмах крил 90—99 см. Дорослий самець у шлюбному вбранні чорний, з зеленкувато-фіолетовим металічним полиском; смуга під оком і «дзеркальце» білі; здуття основи верхньої щелепи чорне, решта дзьоба жовтогаряча; ноги червоні; райдужна оболонка ока білувата; у позашлюбному вбранні з'являються окремі бурі пера. Доросла самка темно-бура; перед і за оком білуваті плями; дзьоб темно-бурий; ноги червонуваті; райдужна оболонка ока коричнева. Молодий птах подібний до дорослої самки, але світліший; груди і черево білуваті.
Від синьги відрізняється білим «дзеркальцем» та червоним забарвленням ніг; дорослий самець від дорослого самця синьги — також білуватою райдужною оболонкою ока та білою смугою під оком.

## Гніздування

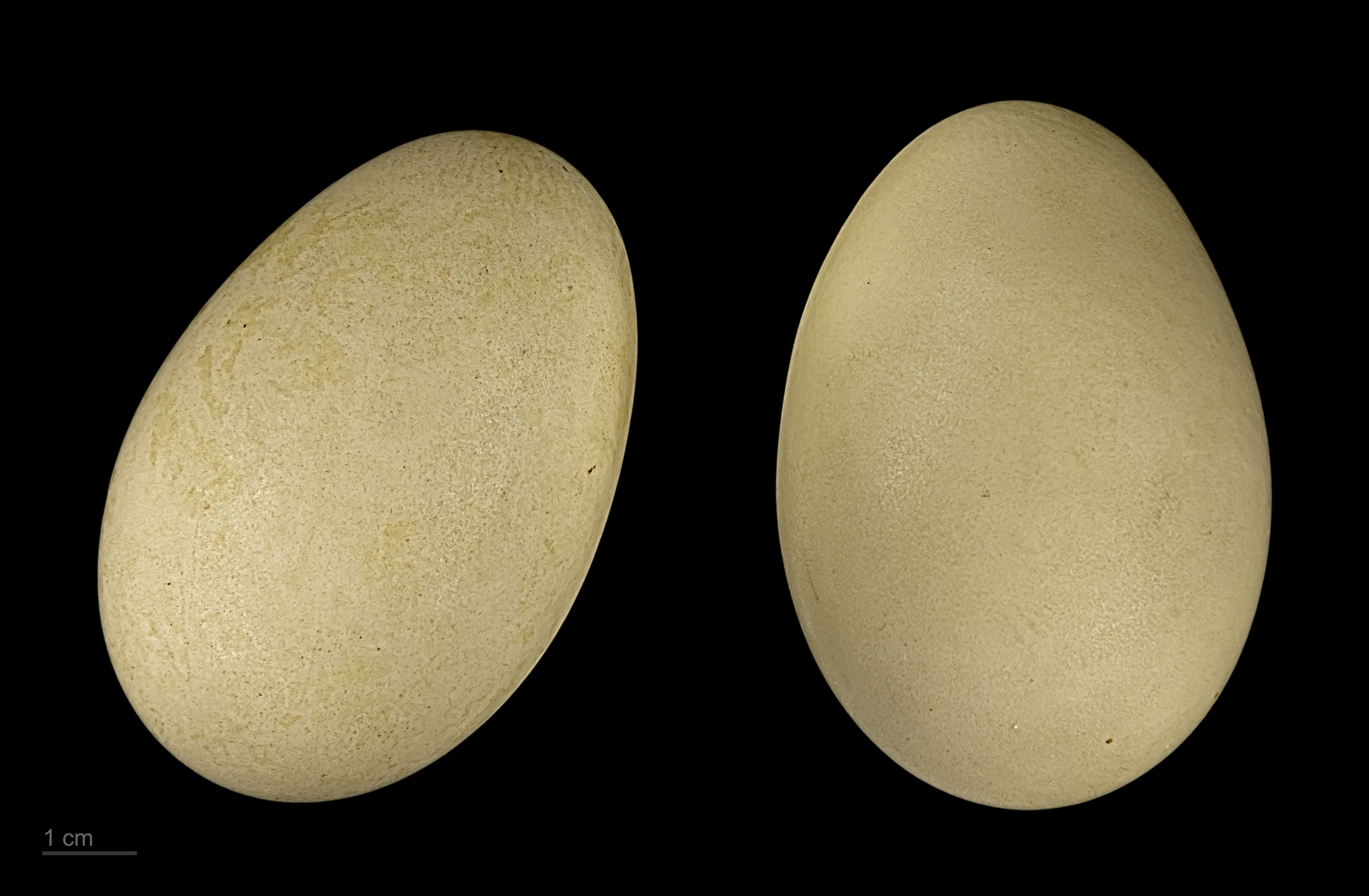
Яйця турпана — Тулузький музей

Гніздо будують на землі поблизу озер, річок або узбережжя. У тайзі воно розташоване не далі 100 м від відкритого водоймища. У кладці зазвичай від 7 до 9 яєць. Яйця овальної форми біло-кремового кольору. Виводки нерідко об'єднуються, і одна самка водить каченят двох або трьох різних вікових груп, тому число пташенят буває вдвічі більшим, ніж в одному виводку. Розвиток пташенят йде досить повільно й починають літати не раніше середини вересня.

## Живлення
Живиться молюсками, дрібною рибою, рідше комахами, їх личинками та рослинною їжею (наприклад, рдестом). За кормом пірнає на глибину до 10 м, залишаючись під водою до 1 хвилини.

## Охорона
Турпан перебуває під охороною відповідно до Угоди AEWA.